# HD 164270
HD 164270 (V4072 Sagittarii / WR 103 / HIP 88287 / SAO 209609) es una estrella en la constelación de Sagitario, situada 2,5º al sur de Nash (γ2 Sagittarii).
Se encuentra a una distancia aproximada de 1900 pársecs —6200 años luz— del sistema solar.
De magnitud aparente +8,82, HD 164270 es una estrella de Wolf-Rayet de carbono de tipo espectral WC9. Como es característico de esta clase de estrellas, tiene una temperatura efectiva elevada —de 48.000 K—, siendo extraordinariamente luminosa, 79.400 veces más que el Sol.
Las estrellas de Wolf-Rayet representan la fase final de estrellas muy masivas —con masas iniciales superiores a 25 masas solares— en avanzados estados de nucleosíntesis antes del colapso de su núcleo como supernova.
La masa actual de HD 164270 es 6 veces mayor que la del Sol, como consecuencia de una importante pérdida de masa asociada a un fuerte viento estelar; HD 164270 pierde una cienmilésima parte de la masa solar cada año.
La estrella se halla rodeada por una cubierta de polvo, aunque ésta es suficientemente fina para que las líneas espectrales del viento estelar puedan ser observadas en el infrarrojo medio.
La relación entre los contenidos de carbono y helio en HD 164270 es similar a la encontrada en estrellas de Wolf-Rayet de tipos espectrales más tempranos, a pesar de su temperatura comparativamente menor.